# Denis Jurjewitsch Bajew
Denis Jurjewitsch Bajew (russisch Денис Юрьевич Баев; * 25. November 1983 in Moskau, Russische SFSR) ist ein ehemaliger russischer Eishockeyspieler, der zuletzt beim THK Twer in der Wysschaja Hockey-Liga unter Vertrag stand. 

## Karriere
Denis Bajew begann seine Karriere beim damaligen Zweitligisten HK ZSKA Moskau. Anschließend erhielt er einen Vertrag beim Ligarivalen Witjas Podolsk aus der Wysschaja Liga, mit dem er 2005 aufgestiegen und für die er bis 2006 aktiv war. 2006 bis 2008 stand der Verteidiger für den HK Traktor Tscheljabinsk auf dem Eis. 2008 wurde er vom HK Spartak Moskau aus der neugegründeten Kontinentalen Hockey-Liga verpflichtet, für den Bajew in den Spielzeiten 2008/09 und 2009/10 aufs Eis ging. Nach einem erneuten Engagement beim Ligakonkurrenten HK Traktor Tscheljabinsk zog es den Russen im Oktober 2010 zu Sewerstal Tscherepowez, bei denen der Linksschütze die restliche Saison 2010/11 verweilte. Im Juni 2011 erhielt der Verteidiger einen Kontrakt bei Atlant Mytischtschi. Diesen verließ er im November 2011 und schloss sich dem KHL-Konkurrenten HK Sibir Nowosibirsk an.
Ende Mai 2012 kehrte er zu Atlant zurück, ehe er im Januar 2013 zum HK Kuban Krasnodar in die Wysschaja Hockey-Liga wechselte.

## KHL-Statistik
(Stand: Ende der Saison 2010/11)